# Håvarden
Håvarden est une île dans le landskap Sunnhordland du comté de Vestland. Elle appartient administrativement à Lindås.

## Géographie
Rocheuse et couverte d'arbres dans sa partie sud et d'une légère végétation dans sa partie nord, elle s'étend sur environ 1,553 km de longueur pour une largeur approximative de 755 m. Elle compte quelques habitations. 